# Mago Merlino
Il mago e chiaroveggente Merlino (in bretone: Merzhin, in gallese: Myrddin, in cornico: Marzhin, AFI: [ˈmɘrðin]; in francese e inglese: Merlin) è uno dei personaggi centrali del ciclo bretone e delle leggende arturiane, introdotto per la prima volta nella Cronaca alto medievale dell'Historia Brittonum scritta dal Monaco Nennio (col nome di "Embreis Guelitic" e "Ambrosius"). Grazie a un incantesimo di Merlino Uther Pendragon giacque con Ygraine e così fu concepito re Artù; fu ancora lui ad allevare Artù e condurlo fino all'ascesa al trono e a creare la Tavola Rotonda. Sua allieva (e rivale nelle versioni più recenti dei racconti arturiani) fu Morgana (Morgan Le Fay), un altro personaggio magico importante della tradizione arturiana.
Nella letteratura in lingua gallese vi sono in effetti due diversi personaggi di nome Merlino (Myrddin): Myrddin Wyllt (Merlino «il Selvaggio»), un pazzo nordico che non ha alcuna relazione specifica con il ciclo di Artù, e Myrddin Emrys (Merlino «il Saggio» o Caledonensis). La rappresentazione standard di questa figura comparve per la prima volta nella Historia Regum Britanniae di Goffredo di Monmouth (1136 circa) ed è basata sulla fusione di precedenti figure storiche e leggendarie: Goffredo, infatti, combinò le storie esistenti su Myrddin Wyllt con i racconti su Ambrosio Aureliano per formare la figura che egli chiama Merlino Ambrosio. Fu proprio Goffredo a porre in relazione per la prima volta Merlin con la saga arturiana, di cui Merlino divenne in seguito uno dei personaggi più importanti.
La versione goffrediana di questa figura divenne subito popolare e gli autori successivi ampliarono poi questi elementi così da produrre un'immagine più completa del mago. La sua biografia tradizionale lo vuole figlio di un demone e di una donna mortale che alla nascita ereditò dal padre i suoi poteri. In alcune versioni delle leggende fu il consigliere di Artù fino a che fu imprigionato dall'allieva di cui era innamorato, Viviana (la Dama del Lago), mentre in altre egli se ne andò lontano per vivere felicemente con lei.
Se il pubblico moderno conosce Merlino secondo lo stereotipo del mago buono con cui viene rappresentato, tra l'altro, da Walt Disney (nella Spada nella roccia), molte fonti medievali forniscono di questo personaggio un'immagine ben diversa: egli appare inquietante, calcolatore, imperscrutabile, talvolta persino diabolico.

## Evoluzione del personaggio

### Il Merlino di Monmouth

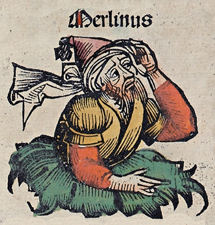
Merlino in un'incisione delle Cronache di Norimberga.

Il Merlino di Goffredo di Monmouth è anzitutto basato su Myrddin Wyllt e Aurelio Ambrosio (una versione altamente inventata, basata su quella storica del signore della guerra romano-britannico Ambrosio Aureliano, V secolo). Il primo non aveva nulla a che fare con Artù. Probabilmente un bardo che divenne pazzo dopo aver visto gli orrori della guerra, avrebbe abbandonato la civiltà per diventare un selvaggio nel VI secolo.
Fu Goffredo ad alterare il nome gallese Myrddin (già associato dalla tradizione all'immagine di un bardo dai poteri magici) trasformandolo in Merlin, a quanto pare, per evitare l'assonanza non gradita con il francese merde (secondo il medievalista Gaston Paris). Monmouth fu anche il primo a mettere in relazione Myrddin/Merlino con il mondo arturiano, facendone il protagonista di tre libri: Profezie di Merlino, Historia Regum Britanniae e Vita di Merlino. Nel secondo di questi volumi, Merlino appare al fianco di Uther Pendragon, padre di Artù. Da questo riferimento di Monmouth il mago entrò in seguito a pieno titolo nelle storie dei cavalieri della Tavola Rotonda.
Nella rappresentazione di Monmouth, Merlino è figlio di uno spirito e di una principessa. Fin da bambino diventa famoso per la sua chiaroveggenza, e viene convocato dal re britannico Vortigern che gli chiede per quale motivo il suo castello continui a crollare ogni volta che viene costruito. Merlino rivela che sotto il castello si trova un lago in cui dormono due draghi (che, metaforicamente, rappresentano i sassoni e i bretoni). Questo episodio veniva riportato anche da Nennio, che nella sua Historia Brittonum (IX secolo) attribuiva la profezia ad Ambrosio Aureliano. Monmouth risolve questa incongruenza un po' artificiosamente, sostenendo (inventando) che "Ambrosius" era uno dei nomi di Merlino (Merlinus Ambrosius). Goffredo aggiunge poi nuovi episodi che legano Merlino alla storia di Artù e dei suoi predecessori.
Di Merlino Monmouth dice anche che aveva creato Stonehenge come tomba per Aurelio Ambrosio, trasportando i megaliti con un sortilegio dall'Irlanda al Galles; e, cosa fondamentale per le leggende arturiane, che grazie al potere di Merlino di mutar forma, e far mutare forma ad altri, Uther Pendragon poté entrare nel castello di Tintagel con l'aspetto di Gorlois di Cornovaglia, e possedere la moglie di questi, Igerna (Ygraine/Igraine); una notte d'amore "maledetto" in cui, per Monmouth, fu concepito Artù.
Geoffrey si è occupato ancora di Merlino nel suo terzo lavoro, la Vita di Merlino, basata sui racconti riguardanti il Myrddin Wyllt vissuto nel VI secolo. Tuttavia egli cerca di identificarlo con Merlino Ambrosio.

### Il Merlino di Robert de Boron
Robert de Boron trasse ispirazione dal Merlino di Monmouth per il suo poema La Storia di Merlino. Sebbene il poema sia andato perduto (con l'eccezione di alcuni versi), molti elementi del Merlino di de Boron sono ancora noti attraverso le romanze derivate dal poema.
Anche in Boron i natali di Merlino sono velati di demoniaco; è infatti generato da una vergine e un diavolo, e destinato a diventare l'Anticristo. Per impedire che questo destino si avveri, la madre fa battezzare il bimbo appena nato, cosa che fa di Merlino un "semi-diavolo", dotato di poteri magici e preveggenza.
Boron fu il primo a enfatizzare il potere di mutare forma di Merlino (che rimase poi nella tradizione per arrivare fino al Merlino disneyano). Rappresentò Merlino anche come un personaggio incline a prendersi gioco del prossimo, e tratteggiò alcune relazioni fra Merlino e un altro elemento centrale di parte della saga arturiana, il Santo Graal.

### Altre fonti medioevali
Man mano che il mito arturiano veniva tramandato, elaborato e arricchito, altrettanto si trasformava il personaggio di Merlino, spesso tratteggiato dalle fonti medioevali in modi inconsistenti. Gradualmente egli si trasforma nel consigliere di Artù, e gli aspetti demoniaci del suo personaggio vengono sfumati; ma altre fonti, per esempio il ciclo francese del Lancillotto in prosa, elaborano il personaggio in direzione opposta, arrivando a dire che Merlino non era stato battezzato e che per tutta la vita aveva servito il male.
Sia il Lancillotto in prosa sia altre fonti successive introducono un altro tema, ovvero la caduta finale di Merlino, soggiogato dall'amore per una donna che lo convince a donargli i suoi poteri magici in cambio di una notte d'amore, per poi imprigionarlo per sempre in una caverna (o secondo alcune narrazioni, un palazzo invisibile).

### Orlando furioso
Merlino appare in forma di spirito nel poema ariostesco, profetizzando tramite la maga Melissa a Bradamante la stirpe degli Este, che trarrà origine dal matrimonio di quest'ultima con Ruggero.

### Interpretazioni moderne

#### Narrativa
Gran parte delle opere moderne di narrativa ispirate al ciclo di re Artù menzionano anche il Mago Merlino.
Di particolare interesse è l'antologia di racconti incentrati su Merlino intitolata La leggenda di Merlino (The Merlin Chronicles, 1995) a cura di Mike Ashley, portata in Italia con la traduzione e postfazione di Gianni Pilo che contiene racconti di Jane Yolen, Peter Tremayne, Robert Holdstock, Marion Zimmer Bradley, Jennifer Roberson, Vera Chapman, Peter Valentine Timlett, Phyllis Ann Karr, Colin R. Fry, Dinah Maria Mulock, E.M. Wilmot-Buxton, Maxey Brooke, Tanith Lee, Theodore Goodridge Roberts, Jessica Amanda Salmonnson, H. Warner Munn, David Sutton, Esther Friesner, Darrell Schweitzer, Emile Souvestre, William Morris, Charles de Lint.
Si indicheranno di seguito solo quelle che hanno Merlino come protagonista o come personaggio di particolare rilievo.
- Dorothea Schlegel e Friedrich Schlegel scrissero il romanzo La storia del Mago Merlino (Geschichte des zauberers Merlin, 1804), in cui si riprende la versione di Robert de Boron, dai cui versi venne tratto.
- Un americano alla corte di re Artù (1889) di Mark Twain, dove Merlino viene rappresentato come un imbroglione che si avvale di trucchi sporchi.
- Il racconto di H. Warner Munn, Il Re dei Confini del Mondo (pubblicato su «Weird Tales», settembre-dicembre 1939). Munn apportò molta originalità alla leggenda. Lo scrittore immagina un comandante romano rimasto in Britannia che combatte con Artù. Quando Artù muore, il comandante scrive una lettera a Roma in cui spiega il proposito di Merlino di lasciare la Britannia per esplorare le terre dell’Ovest e stabilirsi infine in America.[6]
- Nel romanzo di C. S. Lewis Quell'orribile forza (That Hideous Strength, 1946), Merlino (citato come "Merlin Ambrosius"), rimasto addormentato per secoli, viene risvegliato per combattere nella battaglia finale fra il bene e il male (prende le parti del "bene" perché, come spiega Lewis, al suo tempo la stregoneria non era ancora malvagia).
- Un ulteriore passo avanti venne fatto da John Cowper Powys con il romanzo Porius (1951). Ambientato nel 499 d.C., racconta di un ragazzo, Porius, deciso a unirsi alla causa di Artù. Porius, però, dovrà prima superare i vari riti iniziatici di passaggio, tra i quali esaudire le richieste di Merlino, chiamato qui Myrddin Wyllt. Merlino ha un’aura mistica e viene definito «una creatura della terra». Porta una lunga barba nera e delle pelli di pecora. Viene dipinto come una sorta di sinistro sciamano, ma leggermente smemorato, capace di cambiare continuamente forma, anche se con l’età trova sempre più difficoltà a farlo. Powys infonde un certo umorismo in quello che altrimenti sarebbe un romanzo piatto teso a dipingere il più accuratamente possibile la Britannia alla fine del V secolo. Il suo fu il primo ritratto onesto di Merlino che apparve nella narrativa.[6]
- Nella reinterpretazione dei miti arturiani di T.H. White, Re in eterno (The Once and Future King, 1958), "Merlyn" soffre del curioso malanno di vivere procedendo all'indietro nel tempo. Questa idea viene ripresa nella reinterpretazione del mito arturiano ambientato ai giorni nostri dei romanzi di Peter David. Merlino, conoscendo il destino del ragazzo, insegna ad Artù (chiamato "Wart", ossia "Bitorzolo"[7]) cosa significa essere un buon re trasformandolo in vari tipi di animali: un pesce, un'aquila, una formica, un gufo, un'oca e un tasso. Ognuna delle trasformazioni ha come scopo l'insegnare a Wart una lezione, il che lo preparerà alla sua vita futura. Merlino fa capire ad Artù il concetto che l'unico motivo giustificabile per la guerra è il prevenire qualcun altro dal farla, e che i contemporanei governi umani e le persone potenti sono l'esempio degli aspetti peggiori del governo del Potere.
- Nel romanzo russo Lunedì inizia sabato (1964-1965) dei fratelli Strugackij, si descrive un Merlino imbroglione che si è trasferito in Unione Sovietica presso l'Istituto di Ricerca Scientifica e Tecnologica per la Magia e la Stregoneria (ISSTEMS) di Solovets, ove è diventato capo dell'Ufficio Meteo e aspira alla carica di direttore del Dipartimento di Predizioni e Profezie. Lo si descrive anche come grande amico di Naina Kievna Gorinič (Baba-Jaga). Merlino stesso fa riferimento al romanzo di Mark Twain (Uno yankee alla corte di re Artù), come se fosse un vero resoconto storico, e per dimostrare a tutti che da sempre lui è antimperialista e anti USA.
- Henry Treece nel romanzo L’Uomo Verde (1966), il quale descrive il mondo storico di Artù e cerca di razionalizzare il Merlino della leggenda con le credenze mistiche e religiose del tempo.[6]
- La Trilogia di Merlino (1976-1981) di Mary Stewart si rifà alla tradizione di Myrddin Emrys; la figura di Merlino è ricostruita in parte sulle fonti leggendarie medievali, in parte sulla base del reale sfondo storico della vicenda di re Artù, la Britannia del V secolo d.C.
- Nel racconto a fumetti di Hugo Pratt Sogno di un mattino di mezzo inverno, raccolto ne Le celtiche (1980), Merlino viene svegliato da Oberon, re delle fate, per aiutare Corto Maltese a salvare l'Inghilterra da uno sbarco tedesco.
- Il romanzo Il mago M. (L'Enchanteur, 1984) di René Barjavel è una rivisitazione in chiave più moderna della Materia di Britannia. Merlino appare come personaggio principale del ciclo bretone e attorno a lui ruotano le vicende dei cavalieri della tavola rotonda e della ricerca del Graal. Si tratta in modo approfondito della sua storia d'amore con la fata Viviana.
- Le nebbie di Avalon (1986) di Marion Zimmer Bradley rappresenta una reinterpretazione dei miti arturiani dal punto di vista della Fata Morgana (nella tradizione del Grendel di John Gardner). In quest'opera, "Merlino di Britannia" è un titolo, anziché un nome, una sorta di "re" dei druidi. In quest'opera Merlino viene anche chiamato Taliesin. Il libro lo dipinge come una vittima anziché come uno strumento del fato, in un momento in cui il cristianesimo cerca di fondersi con le credenze pagane per difendere il mondo ancestrale dell’antica Britannia.[6]
- Jane Yolen analizza intelligentemente altri aspetti della vita di Merlino, e li riunisce in una serie di racconti confluiti nel volume Il Libro di Merlino (1986). Trattandosi di storie singole, l’autrice può esplorare approfonditamente diversi lati del carattere di Merlino e, sebbene ciò impedisca di fruire del libro come di un’opera unica, i racconti sono sempre gradevoli.[6]
- Nel Ciclo di Pendragon (1987-1997) di Stephen R. Lawhead, Merlino (tornato al nome gallese Myrddin) è per metà di discendenza atlantidea (attraverso sua madre, la Signora del Lago). Il Merlino (1988), secondo volume del suo Ciclo di Pendragon, è ambientato nello stesso periodo de La grotta di cristallo, e segue la vita di Merlino dalla giovinezza agli avvenimenti della spada nella roccia. Merlino è meno intrigante, e si ritrova ad essere una vittima del destino, mentre il mondo è sconvolto dalla violenza che precedette la venuta di Artù.[6]
- Il nesso fra Merlino e la leggendaria civiltà oceanica viene ripreso anche da Kara Dalkey, che ha scritto una serie di romanzi per ragazzi in cui Merlino deve salvare Atlantide, la città sottomarina in cui abita.
- Nella trilogia su Ginevra di Persia Woolley: Figlia della primavera nordica (Child of the Northern Spring, 1987), Queen of the Summer Stars (1990) e Legend in Autumn (1991). Il ruolo di Merlino è più preminente nel primo volume, dove è visto come saggio e veggente che finisce per farsi coinvolgere in avvenimenti più grandi di quelli che aveva previsto.[6]
- Nella serie della Figlia di Tintagel di Fay Sampson, che si concentra maggiormente sulla Fata Morgana, ma che in realtà è una minuziosa interpretazione del contrasto tra potere e magia. L’influenza di Merlyn (è così che nell’opera viene chiamato) si sente ovunque, ma specie nel terzo romanzo, Black Smith’s Telling, anche se il quadro rimane più romantico che realistico. Nelle serie troviamo Wise Woman’s Telling (1989), White Nun’s Telling (1989), Black Smith’s Telling (1990), Taliesin’s Telling (1991) e un idiosincratico e personalizzato Herself (1992).[6]
- Mago Merlino è il coprotagonista del romanzo fantastico Il cavaliere nell'armatura arrugginita (The Knight in Rusty Armor, 1989) di Robert Fisher.
- Nel ciclo de Le cronache di Camelot (1992-2005) di Jack Whyte, Merlino è il narratore in prima persona di ben quattro romanzi. Il suo nome esteso è Caio Merlino Britannico ed è in parte di stirpe latina in quanto figlio di un generale romano e di una principessa celtica. Nell'opera egli è presentato più come condottiero e uomo d'azione che come mistico intellettuale; la sua trasformazione in stregone avverrà solo nell'ultimo romanzo della serie, Il segno di Excalibur, dove per annientare il suo acerrimo nemico, Peter Ironhair, signore di Cornovaglia, farà ricorso a un arsenale di veleni e armi micidiali sottratti a due sicari egiziani, che gli conferiranno la fama di demone portatore di morte.
- Bernard Cornwell presenta un Merlino cinico, malizioso e irriverente nella saga de Il romanzo di Excalibur (1995).
- T.A. Barron dal 1996 ha scritto due serie di romanzi su Merlino, rispettivamente sulla sua gioventù e la sua maturità.
- Nikolai Tolstoy nel suo Merlino e il Regno Incantato (1992) fa letteralmente resuscitare Merlino rievocandone le gesta dall'infanzia all'età adulta e rendendolo testimone dello scontro post-arturiano fra Sassoni e Britanni culminato nella Battaglia di Dyrham del 577 (ovverosia quasi 80 anni dopo la vittoria di Ambrosio Aureliano sul Monte Badon). Si tratta dell’opera più completa sul bardo Myrddin. Tolstoy propone un altro racconto in prima persona della vita di Merlino, ma l’ambientazione è il mondo post-arturiano, nel quale il ruolo di Merlino consiste nell’unire i re di Britannia successivi nel tentativo di difendere la Britannia.[6] Oltre a citare un gran numero di eventi e personaggi storici del VI secolo lo storico inglese utilizza anche elementi biografici - seppur leggendari - legati all'infanzia del bardo Taliesin, poeta spesso associato alla figura di Merlino.[8]
- J. K. Rowling nella serie di Harry Potter (1997-2007) menziona il Merlino buono e filo-babbano, che nell'epoca medievale fonda un'organizzazione che porta il suo nome, l'ordine di Merlino, con il compito di promuovere delle leggi a difesa e a favore dei babbani. Successivamente l'Ordine venne tramutato in una medaglia assegnata a quei maghi e a quelle streghe che si fossero distinti per il loro valore (ne è per esempio insignito Albus Silente). Merlino è infine presente nelle figurine Streghe e Maghi famosi e molto frequentemente viene fatta oggetto di bizzarre imprecazioni di Ron Weasley. Nel sito Pottermore, J. K. Rowling annuncia che Merlino da giovane frequentò la Scuola di Magia e Stregoneria di Hogwarts e fu collocato nella casa di Serpeverde.
- Merlino è anche menzionato nell'ultimo episodio della saga dei Guardiani (dal 1998) di Sergej Luk'janenko. In questa rivisitazione, Merlino è un Grande Mago della Luce, poi passato alle Tenebre, dotato della Forza Assoluta. Gli viene attribuita la creazione di numerosi artefatti (oggetti dai poteri magici) tra cui viene anche menzionata Excalibur. È un personaggio molto saggio e malinconico, intorno alla cui figura è indirettamente imperniata l'intera vicenda de "Gli Ultimi Guardiani".
- Il passo di Merlino (2002) e La foresta di Brocelandia (2004) di Jean-Louis Fetjaine sono tra i libri che restituiscono una possibilità storica a questo personaggio.
- Nel romanzo storico L'ultima legione (2002), di Valerio Massimo Manfredi, Merlino è "Meridius Ambrosinus", precettore dell'Imperatore Romolo Augusto, che Meridius stesso condurrà in Britannia (per sfuggire allo spietato Wulfila, luogotenente di Odoacre) assieme alla leggendaria Spada Calibica di Giulio Cesare. Qui Romolo Augusto verrà chiamato Pendragon e dalla sua unione con Ygraine nascerà un figlio che sarà in futuro il leggendario protagonista del ciclo bretone Re Artù e i cavalieri della Tavola Rotonda.
- Nella visual novel Fate/stay night è citato come l'affermata figura del mago consigliere di re Artù (in questa storia, una donna), nonché responsabile del suo concepimento e della crescita come futuro re. Sempre riprendendo la classica figura, Merlino è figlio di una donna e di uno spirito (un incubus), dotato di grandi poteri magici e in particolare del potere della chiaroveggenza, e l'interesse per l'amore, che sarà appunto fonte della sua prigionia. Data la sua natura di ibrido magico, non morì mai e vive ancora nel mondo moderno in cui è ambientata la visual novel e in possesso dei suoi poteri, ma completamente scollegato dal resto del mondo.[9]
- Merlino è uno dei personaggi del romanzo Quasi una fantasia di Alexander Powell, in cui viene ripreso l'episodio dell'auto-esilio di Merlino nei boschi raccontato in Vita di Merlino.
- Ne Il nome della rosa, frate Guglielmo da Baskerville, uno dei personaggi centrali, accenna a Merlino, descrivendolo come mago delle sue terre.

#### Cinema

Merlino nella versione Disney.

Fra i film in cui il personaggio di Merlino viene rappresentato in modo più significativo si possono citare i seguenti:
- La spada nella roccia, film d'animazione Disney del 1963, rappresenta Merlino secondo lo stereotipo del vecchio mago buono ed eccentrico, vestito di azzurro, dotato di bacchetta magica, occhiali e cappello a punta. La versione Disney, basata sul romanzo omonimo di T.H. White, riprende in chiave umoristica numerosi temi del personaggio tradizionale di Merlino, tra cui la capacità di mutare forma, quella di prevedere il futuro (il mago menziona più volte invenzioni tecnologiche moderne, ricordando poi "che non sono ancora stati inventati", ad esempio la locomotiva, il quotidiano Times, l'aeroplano, l'elicottero, la televisione...), e la sua rivalità con Nimue (che nel film Disney viene sostituita da Maga Magò). Compare anche in House of Mouse - Il Topoclub.
- Merlin è un film della Germania Ovest del 1980 per regia di Armin Dahlen.
- In Excalibur di John Boorman (1981), Nicol Williamson interpreta un Merlino insolito ed eccentrico, ma anche carismatico, inquietante e sfuggente.
- Merlín è un film spagnolo del 1991 per la regia di Adolfo Arrieta.
- La spada magica - Alla ricerca di Camelot, film d'animazione della Warner Bros. Animation (1998), in questo film Merlino ha poche apparizioni, ma svolge il compito di inviare il falco dalle ali d'argento Ayden alla ricerca della spada Excalibur (rubata dal malvagio cavaliere Ruber e perduta in una foresta maledetta); viene comunque presentato come carismatico e molto saggio.
- Nel film King Arthur (2004), che si proponeva di presentare le vicende di Artù con realismo storico, Merlino è il druido dei Pitti che resistono al potere romano.
- Merlino appare nel film L'ultima legione del 2007 (dall'omonimo romanzo di Manfredi) nei panni del precettore di Romolo Augusto (successivamente noto con il nome celtico di Pendragon) con il nome romano Ambrosinus, che in celtico viene tradotto come Merlino.
- Il film DreamWorks Animation del 2007 Shrek terzo presenta Merlino come uno svitato ex professore di liceo di Artù.
- Ne L'apprendista stregone, film Disney del 2010, Merlino appare all'inizio del film come maestro di Balthazar, Veronica e Horvath, e viene assassinato da Morgana, sempre nella solita sequenza, profetizzando la venuta di un suo discendente destinato a distruggere Morgana una volta per tutte.
- Merlino appare nel corto del 2023 Once Upon a Studio.

#### Televisione

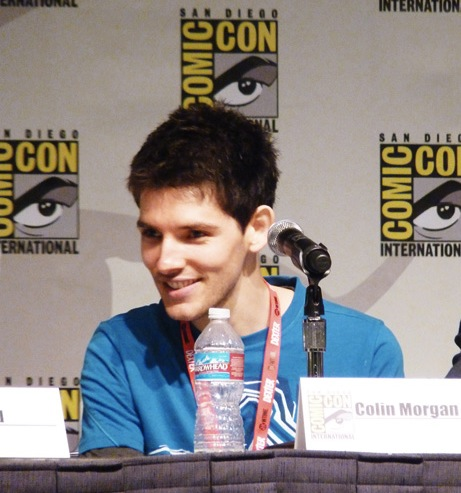
Colin Morgan (protagonista di Merlin) nel 2010.

- Nella serie televisiva Merlin del network britannico BBC One, Merlino (interpretato da Colin Morgan e doppiato in italiano da Davide Perino) è rappresentato come un ragazzo dell'età di Artù che ha il destino di proteggerlo grazie ai suoi poteri magici dalle avversità, ma in segreto. Infatti la magia a Camelot è bandita dal re Uther Pendragon, padre di Artù. Tuttavia Merlino verrà accolto nella casa del medico di corte Gaius, che lo aiuterà a mantenere il segreto e lo sosterrà nei momenti più difficili.
- Nella miniserie televisiva Merlino del 1998 di Steve Barron, Sam Neill interpreta il Mago durante tutta la sua vita.
- Nella serie televisiva di fantascienza Stargate SG-1 Merlino è un antico asceso, il quale decise di riprendere sembianze umane per aiutare altri esseri umani nel processo dell'illuminazione e soprattutto per proteggere la galassia dalla minaccia degli Ori. Nell'episodio La ricerca Parte 2 - 10.11" viene ritrovato nella sua fortezza in stato di ibernazione; risvegliato, trasferisce la propria conoscenza nella mente di Daniel Jackson, dopodiché muore.
- Merlino e l'apprendista stregone (Merlin's Apprentice) di David Wu (2006), film TV.
- Nella serie televisiva C'era una volta del network statunitense ABC, il personaggio di Merlino viene fuso con quello del maestro del protagonista della ballata L'apprendista stregone. Il primo riferimento al personaggio si trova nella terza stagione, ma il personaggio entrerà a far parte del cast solo a partire dalla quinta, interpretato da Elliot Knight[10]. Anche in questa versione Merlino appare più giovane rispetto all'iconografia tradizionale, ma ciò è dovuto al fatto che ha bevuto dal Santo Graal, che lo rese immortale, eternamente giovane e capace di usare la magia.
- Merlino e la battaglia dei draghi (Merlin and the War of the Dragons) di Mark Atkin (2008) ha per protagonista il mago.
- Merlino appare anche in un cameo in Regal Academy, nell'episodio "La giornata dei genitori". Dirige la Merlin Academy e insegna anche ad alcuni cattivi.  Nella serie si scopre che ha un nipote, Mervin, che è un antagonista all'interno della serie.
- Merlino appare nell'episodio 14 della terza stagione di Sofia la principessa, intitolato "Una bacchetta speciale".
- Nel cartone dei Visionaries c'è un mago chiamato Merklynn, con riferimento al Mago Merlino.
- In un universo alternativo visitato dall'Uomo Ragno in The Spectacular Spider-Man c'è Merlino.
- Merlino compare anche nel franchise di targato Netflix I racconti di Arcadia, in particolare nelle serie d'animazione Trollhunters e I Maghi, di Guillermo del Toro.
- Nell'anime e manga giapponese The Seven Deadly Sins - Nanatsu no taizai, Merlino è una giovane donna (Merlin) che prende sotto la propria ala protettiva Re Artù ancora giovane.
- Nell'anime giapponese Fate/Grand Orden: Absolute Demonic Front- Babylonia, Merlino è un sevant di classe Grant Caster evocato da Gilgamesh.

#### Musica
- Merlin the Magician è uno dei più celebri brani musicali della produzione solista di Rick Wakeman, tratto dal concept album The Myths and Legends of King Arthur and the Knights of the Round Table.
- Merlin (The Seer) è colui che uccide Ayreon, il personaggio principale del concept album The Final Experiment del compositore/musicista olandese Arjen Anthony Lucassen.
- Merlin è un'opera rock del gruppo svedese Kayak.

#### Videogiochi
- Merlino è presente nel videogioco King Arthur: The Role-playing Wargame come cavaliere reclutabile di classe Saggio, ma solo se si sceglie di seguire le missioni dell'Antico Credo. È la controparte dell'eroe Galahad, campione del cristianesimo.
- In Knights of the Round, Merlino è un personaggio non giocante, ma è lui a stabilire la missione di Artù di cercare il Santo Graal e con un incantesimo fa sì che se si sconfigge i nemici le armature di Artù e dei Cavalieri si perfezionino se si sconfigge un certo numero di nemici.

#### Fumetti
- Merlino appare nei fumetti della Marvel ed è lui a fornire i poteri a Brian Braddock, facendolo diventare Capitan Bretagna. Nei fumetti ha una figlia che si chiama Roma.[11]

#### Altri riferimenti
- In Bretagna, nella foresta di Paimpont, zona ricca di leggende, c'è la Tomba di Merlino, un albero cresciuto all'interno di una roccia. È per i francesi un luogo di culto, dove lasciare messaggi e richieste al mago.[12]